# Румунія – Ченгер – Кістокай
Румунія – Ченгер – Кістокай – історичний газопровід, споруджений для поставок румунського блакитного палива до Угорщини.
У другій половині 1950-х до прикордонного з Угорщиною Сату-Маре вивели газопровід із Трансильванії (саме в цьому регіоні традиційно зосереджені головні запаси румунського природного газу). Це дозволило укласти угоду про міждержавні поставки, які розпочались через прокладений у 1958-му (за іншими даними – 1959-му) трубопровід довжиною 133 км, котрий після перетину кордону проходив по угорській території від Ченгеру до Кістокаю (кілька кілометрів від південної околиці міста Мішкольц). Газопровід був виконаний в діаметрі труб 300 мм та мав робочий тиск у 2,8 МПа.
Поданий з Румунії ресурс спершу використали для живлення металургійного заводу у Diósgyőr (південно-західна околиця Мішкольцу) та цегельного заводу у Mályi (поряд з Кістокай). В 1964-му на основі румунського ресурсу почав роботу хімічний комбінат в Тисауйвароші, котрий спершу випускав азотні добрива (наразі цей майданчик відомий своїм піролізним виробництвом). А з 1966-го через відгалуження довжиною 26 км та діаметром 300 мм підключили завод з виробництва азотних добрив та полівінілхлориду у Казінцбарциці (промислова зона Borsod). Повз останній вже кілька років як проходив трубопровід Гайдусобосло – Озд, котрий транспортував природний газ, видобутий поблизу угорського міста Дебрецен, проте ресурс румунського походження був вищої якості та більше підходив для хімічного виробництва.
До середини 1970-х через газопровід щорічно постачали біля 200 млн м3 газу. В подальшому потреби зазначених підприємств почали забезпечувати за допомогою газопроводу Берегдароц – Будапешт, по якому розпочався імпорт ресурсу із СРСР.